# Diagram maszyny stanowej

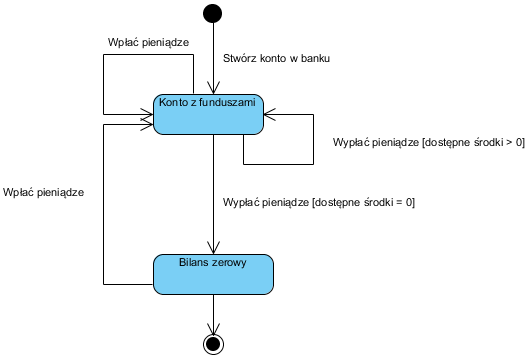
Diagram maszyny stanowej na przykładzie konta bankowego

Diagram maszyny stanowej – realizacja matematycznej koncepcji automatu skończonego w zastosowaniach informatyki wchodzącej w skład języka UML. Diagram opisuje szereg stanów przez jakie pod wpływem interakcji może przejść obiekt w systemie informatycznym. Pokazuje możliwe stany obiektu, od stanu początkowego do stanu końcowego oraz przejścia, które powodują zmianę tego stanu.

## Podstawowe pojęcia
Podstawowymi pojęciami diagramów maszyny stanowej są:
- Pseudo stan początkowy – reprezentuje domyślne wierzchołek, który jest źródłem dla pojedynczego przejścia do stanu domyślnego stanu złożonego. Może istnieć tylko jeden stan początkowy.
- Stan – modeluje pojedynczy stan obiektu, rezultat poprzedniej aktywności, wykonuje pewne czynności, czeka na jakieś zdarzenie.
- Akcje wejściowe (entry) – akcje wykonywane bezpośrednio przy wejściu do stanu.
- Akcje wyjściowe (exit) – akcje wykonywane bezpośrednio po wyjściu ze stanu.
- Przejście własne – wskazuje, że wykonał pewną akcję i powraca do tego samego stanu.
- Przejście – bezpośrednia zależność między wierzchołkiem źródłowym i wierzchołkiem docelowym. Wskazuje akcję po której obiekt przejdzie do kolejnego stanu.
- Stan końcowy – może istnieć więcej niż jeden stan końcowy.